# Rael Toffolo
Rael Toffolo, nascido Rael Bertarelli Gimenes Toffolo (São Paulo, 18 de Março de 1976) é um músico brasileiro, compositor de música contemporânea e professor do Departamento de Música da Universidade Estadual de Maringá.
Foi secretário de Cultura de Maringá, entre 2017 e 2018, na gestão do prefeito Ulisses Maia. 

## Vida de Obra
Rael Toffolo é Bacharel em Música pela Universidade Estadual Paulista tendo habilitação em Composição e Regência. É mestre em Musicologia e atualmente é doutorando pela mesma instituição, trabalhando na área de composição.
Seu trabalho como pesquisador acadêmico está na área de Cognição Musical, Redes Neurais e Artificiais, Psicologia Ecológica e Historiografia Musical. Seu trabalho como compositor é voltado à música Eletroacústica.

## Prêmios
- Segundo Lugar (empate) para flauta solo - Concurso Nacional Rítmo e Som - UNESP - com a obra Seven Ocean Waves (1998)
- Terceiro lugar - 1st International Electroacoustic Composition Contest - Conservatório Estadual "Juscelino Kubitscheck de Oliveira" com a obra Af for Dance (2006)
- Prêmio Funarte de Composição Clássica para contrabaixo e processamento em tempo real com a obra O Resto no Copo 2010